# Bagaza virus
Il Bagaza virus (BAGV)  è un arbovirus della famiglia Flaviviridae, genere Flavivirus, appartiene al IV gruppo dei virus a ((+) ssRNA).
Il virus ha come vettore Culex tritaeniorhynchus, Culex quinquefasciatus ed anche Aedes aegypti.
Esso ha determinato in India meningoencefaliti nei tacchini. Ha determinato in Spagna alta mortalità in uccelli selvatici e si pensa possa indurre febbri nell'uomo e probabili future epidemie di encefaliti.
BAGV appartiene al gruppo di Ntaya virus costituito da otto specie del genere flavivirus; esso è strettamente sierologicamente correlato al Israel turkey meningoencephalomyelitis virus (ITV).